# Muhammed Yıldız
Muhammed Yıldız (14 de junio de 1995) es un deportista turco que compite en taekwondo. Ganó dos medallas en el Campeonato Europeo de Taekwondo, plata en 2018 y bronce en 2022.

## Palmarés internacional
| Campeonato Europeo | Campeonato Europeo       | Campeonato Europeo | Campeonato Europeo |
| Año                | Lugar                    | Medalla            | Categoría          |
| ------------------ | ------------------------ | ------------------ | ------------------ |
| 2018               | Kazán (Rusia)            | Medalla de plata   | –74 kg             |
| 2022               | Mánchester (Reino Unido) | Medalla de bronce  | –74 kg             |